# La Vénus de l'or
Pour plus de détails, voir Fiche technique et Distribution.
La Vénus de l'or est un film français de Jean Delannoy et Charles Méré, sorti en 1937.

## Fiche technique
- Réalisateurs : Jean Delannoy et Charles Méré
- Scénariste : Pierre Sabatier d'après son roman Business
- Société de production :  Consortium Général du Film
- Musique : René Sylviano et Georges Truc
- Chef opérateur : Nicolas Hayer
- Format : Son mono - 35 mm - Noir et blanc - 1,37:1
- Genre : Film d'aventures
- Durée : 95 minutes
- Année de sortie : 1937

## Distribution
- Mireille Balin : Judith
- Rivers Cadet
- Jacques Copeau
- Suzanne Delvé
- Saturnin Fabre
- Daniel Lecourtois
- Pierre Magnier
- Alexandre Mihalesco
- Max Monroy
- Gaston Séverin